# 네팔 루피
네팔 루피(네팔어: रूपैयाँ)는 네팔의 공식 통화로, 1 루피는 100 파이사(paisa)에 해당된다. 네팔 중앙은행에서 발행을 전담하고 있다. 1932년에 처음 도입되었으며, 당시 쓰이던 네팔 모하르화를 2:1 비율로 교환 발행하였다.
네팔은 1993년부터 1 인도 루피 = 1.6 네팔 루피의 고정 환율을 실시하고 있다. 1, 5, 10, 25, 50 파이사, 1, 2, 5, 10 루피짜리 동전과 1, 2, 5, 10, 20, 50, 100, 500, 1,000 루피짜리 지폐가 통용된다.

## 역사
네팔 루피는 1932년 당시 쓰이던 은화인 모하르화를 2:1 비율로 대체해 도입되었다. 처음에는 네팔어로 '모흐루' (mohru)라는 이름으로 불렸다. 네팔 루피의 통화가치는 1994년부터 1.6 네팔 루피 = 1 인도 루피라는 고정 환율로 매겨져 있다.

### 1945년–1955년
트리부반 국왕이 재임하던 1945년부터 1955년까지는 네팔에 중앙은행이 아직 설립되지 않았고, '사다르 물루키 카나'라는 재무당국에 의해 지폐가 발행되고 유통되었다. 그 때문에 트리부반 시기의 지폐에는 중앙은행 총재가 아닌 카잔치 재무국장의 서명이 들어가 있었다. 카잔치 국장은 당시 힌두교 고위성직자를 역임했기 때문에, 특정 종교 고위성직자의 서명을 지폐에 기입하는 것은 전세계를 통틀어 네팔 지폐가 유일하게 되었다. 지폐 발행은 나시크의 인디안 시큐리티 프레스라는 회사에서 맡았으며, 워터마크와 특수 인쇄용지를 쓴 것을 제외하면 별다른 위조방지 장치를 넣지 않았다.

### 1955년–1972년
1955년 트리부반이 물러나고 마헨드라 국왕이 즉위하였다. 그리고 1956년 4월 네팔 중앙은행이 설립되면서 네팔 루피의 지폐 발행을 담당하게 되었다. 따라서 네팔 루피 지폐에는 이 시기를 전후로 네팔 중앙은행 총재의 서명이 들어가게 되었다. 한편으로 당시 네팔 정부의 공식 명칭은 '국왕 폐하의 정부'였기 때문에 그 이름이 그대로 지폐에 새겨졌다. 마헨드라 재임 기간에는 총 두 가지 시리즈가 발행되었는데 첫번째 시리즈는 네팔 서민들이 입는 전통의상인 '토피'를 착용한 국왕의 모습을 담았고, 두번째 시리즈에는 군복을 착용한 국왕의 그림이 들어갔다. 두번째 시리즈는 최고액면가인 500루피와 1000루피 지폐가 사상 처음으로 발행된 시리즈이기도 하다.

### 1972년–2001년

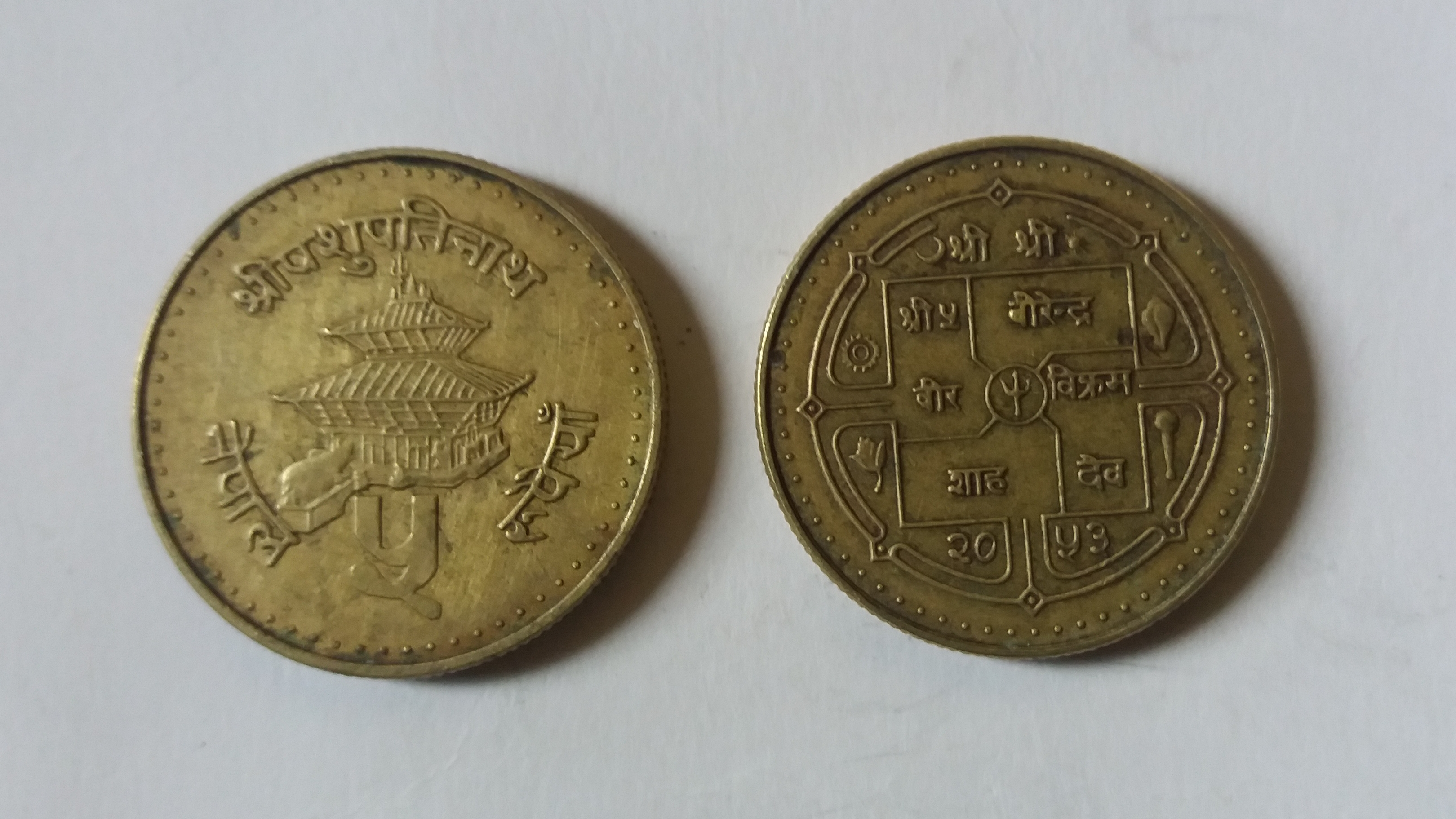
5 루피 동전 (BS 2053)

비렌드라 국왕 시기에도 총 두 가지의 지폐가 발행되었다. 첫번째 시리즈는 역시 군복을 입은 국왕이 그려진 반면 두번째 시리즈에는 극락조 깃털로 장식된 네팔 전통 왕관을 쓴 국왕의 모습이 그려졌다. 이 시기에는 일반 지폐인 2·20루피권과, 특별 지폐인 25·250루피권이 처음으로 발행되었다. 갸넨드라 대에 발행된 마지막 지폐에는 네팔중앙은행 (네팔 정부)라는 이름만 표기되고, 국왕에 대한 존칭은 빠지게 되었다.

### 2007년-2012년

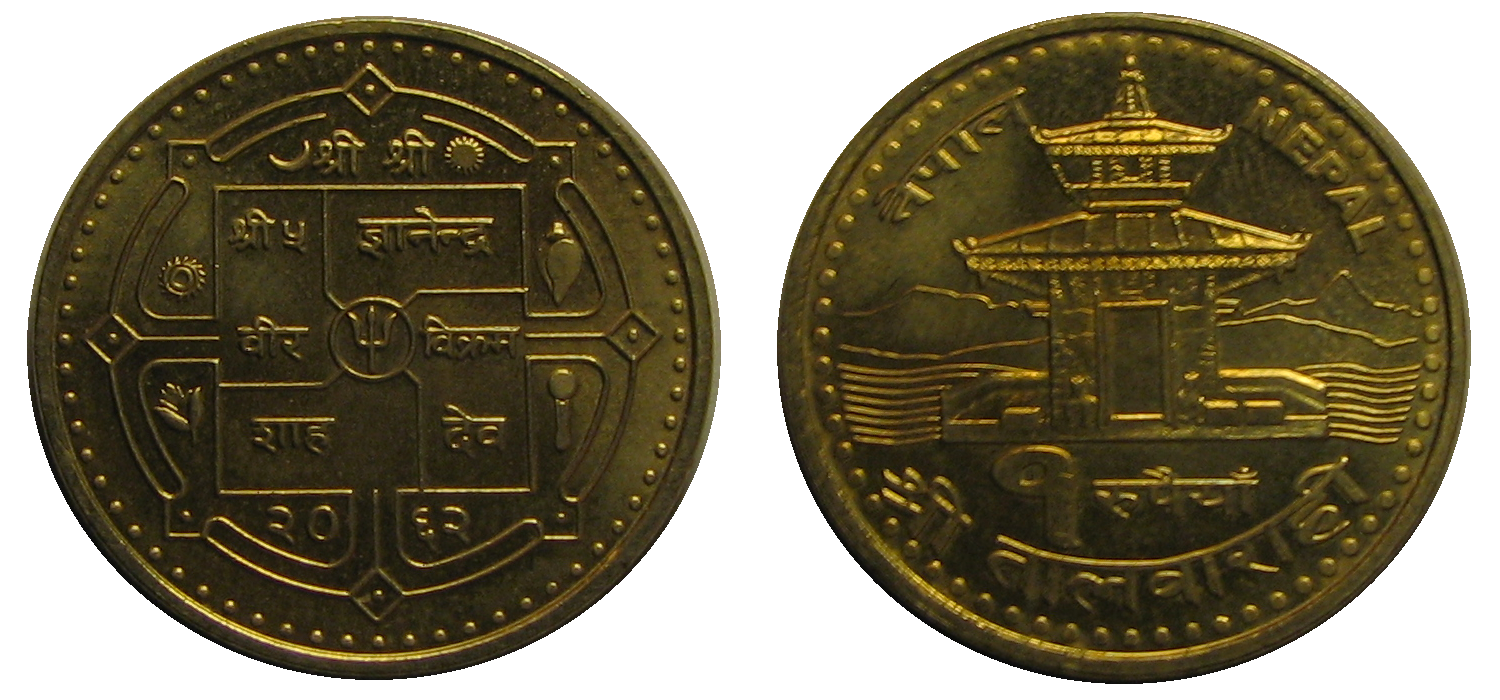
1 루피 동전 (2005년)

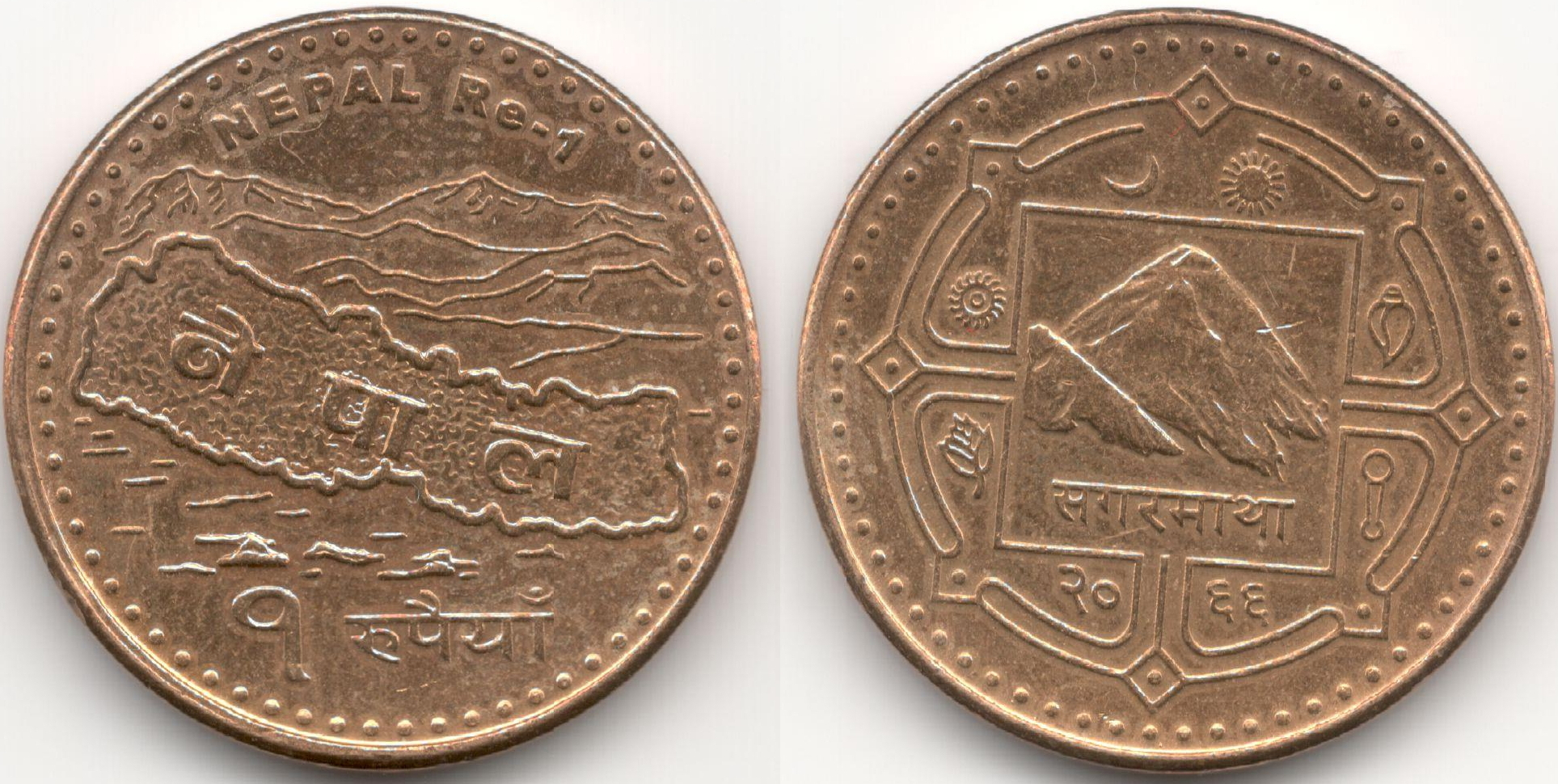
1 루피 동전 (2009년)

2007년 10월, 500루피권 지폐에 있던 국왕의 초상이 에베레스트 산 그림으로 바뀌었다. 이는 2008년 5월부로 네팔이 왕정을 폐지하고 공화국으로 들어서는 역사적인 변화에 따른 것이었다. 이어 2008년에 5, 10, 20, 50, 100, 1000루피 통화권에도 국왕에 대한 존칭이 빠지고 그림도 에베레스트 산으로 바뀌었다. 500루피와 1000루피 지폐의 초판에는 여전히 국왕의 초상이 지폐 오른쪽 창 속에 워터마크로 박혀 있었기 때문에, 해당 워터마크 위에 네팔의 국화인 붉은 진달래꽃을 겹쳐 인쇄하기로 결정하였다. 이들 액면가 지폐는 2009년에만 발행되었고, 그 이후로는 도안을 수정해 국왕의 초상 대신 진달래꽃이 들어가도록 바꿨기 때문에 붉은색 인쇄를 한차례 더 할 필요가 없었다.

## 지폐
1945년 9월 17일 네팔 정부는 5루피, 10루피, 100루피 지폐를 도입하였으며 네팔어로 '모흐루'라 명명하였다. 1997년에는 비렌드라 국왕의 즉위 25주년을 기념해 25루피와 250루피권이 발행되었다. 2007년부터 네팔 루피 지폐는 인도네시아의 화폐제조 공공회사인 페룸 페루리에서 제작하고 있다.
2012년, 네팔 중앙은행은 기존의 지폐 도안을 살짝 수정한 시리즈를 내놓았다. 2007년 시리즈와 크게 다를 게 없지만 앞면의 영어 표기와 뒷면의 발행연도 표기가 추가되었다.
| 2012년 에베레스트산 시리즈 (현행) | 2012년 에베레스트산 시리즈 (현행) | 2012년 에베레스트산 시리즈 (현행) | 2012년 에베레스트산 시리즈 (현행) | 2012년 에베레스트산 시리즈 (현행) | 2012년 에베레스트산 시리즈 (현행)              | 2012년 에베레스트산 시리즈 (현행) |
| 사진                              | 사진                              | 액면가                            | 색상                              | 묘사대상 | 묘사대상                                       | 발행연도                          |
| 앞면                              | 뒷면                              | 액면가                            | 색상                              | 앞면 | 뒷면                                           | 발행연도                          |
| --------------------------------- | --------------------------------- | --------------------------------- | --------------------------------- | --- | ---------------------------------------------- | --------------------------------- |
|                                   |                                   | 5루피                             | 갈색, 초록, 연보라                | 에베레스트산, 탈레주 사원, 동전 뒷면 | 풀을 뜯는 야크 두마리, 에베레스트산            | 2012                              |
|                                   |                                   | 5루피                             | 갈색, 초록, 연보라                | 에베레스트산, 카스타만답 사원 | 야크                                           | 2017년                            |
|                                   |                                   | 10루피                            | 갈색, 초록, 연보라                | 에베레스트산, 창구나라얀 사원의 가루드나라얀                                                                                                | 풀을 뜯는 인도영양 세마리, 나무, 중앙은행 로고 | 2012년                            |
|                                   |                                   | 20루피                            | 주황, 갈색                        | 에베레스트산, 파탄의 크리슈나 사원, 가루다아톱 기둥                                                                                         | 인디아사슴, 나무, 산맥, 중앙은행 로고          | 2012년                            |
|                                   |                                   | 50루피                            | 보라, 초록, 파랑                  | 에베레스트산, 자나크푸르의 라마자나키 사원                                                                                                  | 히말라야타르, 산맥, 중앙은행 로고              | 2012년                            |
|                                   |                                   | 50루피                            | 보라, 초록, 파랑                  | 에베레스트산, 자나크푸르의 라마자나키 사원                                                                                                  | 눈표범, 중앙은행 로고                          | 2016년                            |
|                                   |                                   | 100루피                           | 초록, 연보라                      | 에베레스트산, 은색 동그라미 속 마야데비, 네팔 지도, 아쇼카 기둥, 카트만두의 탈레주 사원에 있는 나무조각 장식, "룸비니 - 부처님의 고향" 글씨 | 초원의 코뿔소, 중앙은행 로고                   | 2012년                            |
|                                   |                                   | 500루피                           | 갈색, 보라                        | 에베레스트산, 인드라 신, 아마다블람 산과 티양보체 수도원, 나무조각 장식, 구름                                                               | 녹은 눈을 마시는 호랑이 두 마리                | 2012년                            |
|                                   |                                   | 500루피                           | 갈색, 보라                        | 에베레스트산, 인드라 신, 아마다블람 산과 티양보체 수도원, 나무조각 장식, 구름                                                               | 호랑이                                         | 2016년                            |
|                                   |                                   | 1,000루피                         | 파랑, 회색                        | 에베레스트산, 스와얌부나트 탑과 하라티 사원                                                                                                 | 코끼리                                         | 2013년                            |

## 같이 보기
- 네팔의 경제
- 네팔의 지폐
- 일본 엔